# Aivars Endziņš
Aivars Endziņš (Riga, 1940. december 8. – 2023. november 21.) lett ügyvéd és politikus elnökjelölt. Indult a 2007-es lettországi elnökválasztáson az Egyetértés Centruma (Saskaņas Centrs) párt jelöltjeként.

## Pályafutása
Középiskolai tanulmányait a rigai 5. sz. középiskolában végezte. 1968-ban szerzett jogászi diplomát a Lett Egyetemen, majd a moszkvai Lomonoszov Egyetemen szerzett tudományos fokozatot. 1972–1990 között a Lett Egyetemen oktatott, miközben 1980–1989 között tanszékvezető volt.
1963–1990 között az SZKP tagja volt. Az 1980-as évek végétől részt vett a lett függetlenségi mozgalom legfontosabb szervezetének számító Lett Népfront (Latvijas Tautas fronte) tevékenységében. Még a szovjet időszak alatt, de már az első szabad, több jelöltes választáson 1990-ben a Lett Népfront színeiben, a 66. sz. rigai egyéni választókerületből képviselői helyet szerzett a köztársasági parlamentben. 
1993-tól a Lett Út (Latvijas Ceļš) párt tagjaként a lett parlament, a Saeima képviselje volt. 1995 és 1996 között a 6. összehívású Saeima képviselője volt. 1996-ban a Lett Alkotmánybíróság tagjává választották, ekkor lemondott képviselői mandátumáról. 2000–2007 között az alkotmánybíróság elnöke volt.
2007. május 24-én az oroszbarát Egyetértés Centruma (Saskaņas Centrs) nevű párt jelölte a köztársasági elnöki posztra. Jelölését az Új Idő Párt (Jaunais Laiks) és az Emberi Jogokért az Egységes Lettországban (Par Cilvēka Tiesībām Vienotā Latvijā) párt is támogatta. A lett parlamentben 2007. május 31-én megtartott elnökválasztáson Valdis Zatlers mögött a második helyen végzett.